# Abigail Dent
Abigail Dent (Kenora, 4 de março de 2002) é uma remadora canadense.

## Carreira
Dent nasceu em 4 de março de 2002, filha de Leanne e Carlton Dent, e cresceu em Kenora. Ela estudou na Saint Thomas Aquinas High School, onde competiu pelo time de remo da escola. Lá, ela foi nomeada atleta júnior feminina do ano (2017) e atleta sênior feminina do ano (2018).
Enquanto estava no ensino médio, Dent também competiu com o Kenora Rowing Club e o Manitoba Rowing Club. Em 2017, ela competiu pelo Team Manitoba nos Jogos Olímpicos de Verão do Canadá de 2017, ganhando o bronze no quad scull feminino. No ano seguinte, ela ganhou o ouro no scull simples feminino júnior e na dupla feminina sub-19 na Royal Canadian Henley Regatta de 2018.
Nos Jogos Olímpicos de Verão de 2024, em Paris, conquistou a medalha de prata na competição de oito com feminino, ao lado de Caileigh Filmer, Kasia Gruchalla-Wesierski, Maya Meschkuleit, Sydney Payne, Jessica Sevick, Kristina Walker, Avalon Wasteneys e Kristen Kit, com o tempo de 5:58.84.